# Château de Calamès
Le château de Calamès est un ancien château fort en ruine situé au sud de Foix dans le département de l'Ariège.

## Situation et accès
Le château de Calamès est situé au sommet du roc de Calamès près de la commune de Bédeilhac-et-Aynat. Seul subsiste du château le donjon en ruine composé de 2 murs de pierre. Il se situe à 1002 m d'altitude.
Le château est uniquement accessible à pied par un sentier abrupt. Depuis Bédeilhac, il faut suivre le sentier menant au col d'Ijou. Il passe devant des grottes et des falaises fréquentées pour l'escalade. Il est aussi accessible de l'autre côté venant de Saurat. Le chemin permettant de gravir le roc se situe près du col d'Ijou.

## Historique
Mentionné pour la première fois au XIIIe siècle, il appartient au comté de Foix. Il sert de gage dans le différend opposant le comté de Foix et Royaume de France et d'Aragon entre 1272 et 1298. Ne présentant plus d'intérêt stratégique, il est laissé à l'abandon au XIVe siècle.